# Electron (cohete)
Electron es un vehículo de lanzamiento desechable orbital de dos etapas (con una tercera etapa opcional), desarrollado por la compañía aeroespacial estadounidense Rocket Lab, para cubrir el segmento comercial de lanzamiento de satélites pequeños (CubeSats). Sus motores Rutherford, fabricados en California, son el primer motor alimentado por bomba eléctrica que alimenta un cohete orbital.
En diciembre de 2016, Electron completó la calificación de vuelo. El primer cohete se lanzó el 25 de mayo de 2017,  llegando al espacio pero sin alcanzar la órbita debido a una falla en el equipo de comunicación en el suelo. Durante su segundo vuelo el 21 de enero de 2018, Electron alcanzó la órbita y desplegó tres CubeSats.  El primer lanzamiento comercial de Electron, y el tercer lanzamiento en general, se produjo el 11 de noviembre de 2018.

## Diseño
Electron usa dos etapas con el mismo diámetro de 1,2 m, lleno de propelente RP-1/LOX. El cuerpo principal del cohete está construido con un material compuesto de carbono ligero.
Ambas etapas utilizan el motor de cohete Rutherford, el primer motor alimentado por bomba eléctrica para impulsar un cohete orbital. Las bombas eléctricas funcionan con baterías de polímero de litio. La segunda etapa utiliza tres baterías que se "intercambian en caliente", dos de las baterías se desechan una vez agotadas para arrojar masa. Hay nueve motores Rutherford en la primera etapa y una versión optimizada para vacío en la segunda etapa. Los motores de primera etapa entregan 224,3 kN de fuerza y la segunda etapa entrega 22 kN de fuerza. Casi todas las piezas de los motores están impresas en 3D para ahorrar tiempo y dinero en el proceso de fabricación.
Rocket Lab también ha desarrollado una tercera etapa opcional diseñada para circular las órbitas de sus cargas de satélite. El escenario también pone a los satélites en una órbita más precisa en menos tiempo. Esta etapa que emplea un nuevo motor de cohete, llamado Curie, que es capaz de realizar múltiples propulsiones, utiliza un monopropelente "verde" no especificado y está impreso en 3D. Fue utilizado por primera vez durante el segundo vuelo de Electron. La etapa puede transportar hasta 150 kg de carga útil.
Se está desarrollando otro diseño de tercera etapa, llamado 'Photon', para inyectar cargas pequeñas de hasta 30 kg a la  órbita lunar.

### Producción
La fabricación de los componentes compuestos de carbono de la estructura principal de vuelo ha requerido tradicionalmente 400 horas, con una gran mano de obra en el proceso. A finales de 2019, Rocket Lab puso en línea una nueva capacidad de fabricación robótica para producir todas las piezas compuestas para un Electron en solo 12 horas. El robot fue apodado "'Rosie' the Robot", por el personaje de Los Supersónicos. El proceso puede hacer que todas las estructuras de fibra de carbono, así como manejar el corte, la perforación y el lijado de manera que las piezas estén listas para el ensamblaje final. El objetivo de la compañía a noviembre de 2019 es reducir el ciclo general de fabricación de electrones a solo siete días.
La producción de motores Rutherford hace un uso extensivo de la fabricación en 3D desde los primeros vuelos de Electron. Esto permite la capacidad de escalar la producción de una manera relativamente sencilla al aumentar el número y la capacidad de las impresoras 3D.

### Cofias
En 2020, Rocket Lab anunció cofias expandidas con un diámetro de 1,8 m (5 pies 11 pulgadas), más grandes que las estándar de 2,5 m (8 pies 2 pulgadas) de largo y 1,2 m (3 pies 11 pulgadas) de diámetro.  La misión StriX-α para Synspective en diciembre de 2020 utilizó una cofia extendida.

## Uso
Electron está diseñado para lanzar de 150 a 225 kg en carga útil a 500 km en órbita sincrónica al sol, adecuada para CubeSats y otras cargas pequeñas. En octubre de 2018, Rocket Lab abrió una fábrica lo suficientemente grande como para producir más de 50 cohetes por año, según la compañía. Los clientes pueden optar por encapsular su nave espacial en carenados de carga útil proporcionados por la compañía, que se pueden conectar fácilmente al cohete poco antes del lanzamiento. El precio por entregar hasta 150 kg a 500km La órbita síncrona solar es de aproximadamente USD $6 millones por lanzamiento, que ofrece el único servicio dedicado a este precio.
Moon Express contrató el lanzamiento de un módulo de aterrizaje lunar en un Electron para competir por el Premio Google Lunar X. Ninguno de los contendientes cumplió con la fecha límite del premio, pero el lanzamiento sigue programado.
Rocket Lab también ha anunciado planes para estudiar la recuperación potencial del amplificador Electron para su reutilización, utilizando un paracaídas y recuperación en el aire. El refuerzo del décimo vuelo sobrevivió a su reingreso guiado y cayó al océano. Se planea un intento de recuperación total para 2020.  

## Sitios de lanzamiento

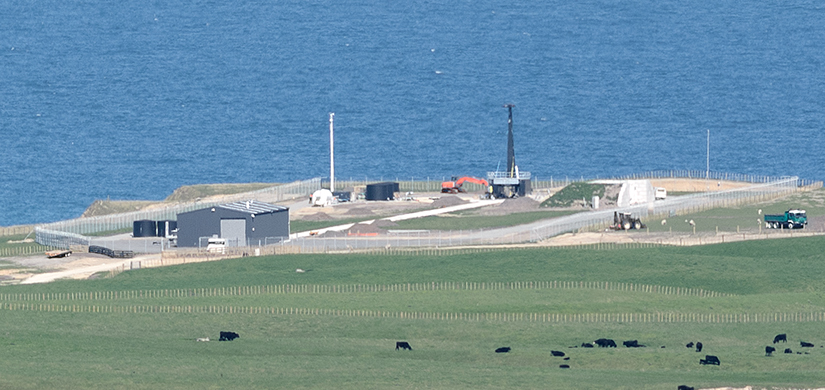
El sitio de lanzamiento de Mahia en construcción en 2016

El cohete se lanza desde Rocket Lab Launch Complex 1 en la península de Mahia, Nueva Zelanda. La ubicación remota y escasamente poblada de la plataforma de lanzamiento está diseñada para permitir una alta frecuencia de lanzamientos. El cohete y la plataforma de lanzamiento fueron financiados de forma privada, la primera vez que todas las partes de una operación de lanzamiento orbital fueron administradas en su totalidad por el sector privado (otras compañías privadas de vuelos espaciales alquilan instalaciones de lanzamiento de agencias gubernamentales o solo lanzan cohetes suborbitales).
En octubre de 2018, Rocket Lab seleccionó el Puerto Espacial Regional del Atlántico Medio (MARS) de Virginia Space en la Instalación de Vuelo Wallops, Virginia, como su futuro sitio de lanzamiento secundario en los Estados Unidos, llamado Rocket Lab Launch Complex 2. Los primeros lanzamientos de Wallops están planeados para el tercer trimestre de 2019. Se espera que el lanzamiento del Complejo 2 sirva a clientes gubernamentales.
Además, la Agencia Espacial del Reino Unido está brindando a Highlands and Islands Enterprise la oportunidad de desarrollar una plataforma de lanzamiento Electron en la península de A 'Mhòine en Sutherland, Escocia. La ubicación se llamaría puerto espacial Sutherland.
En abril de 2021 la Agencia Espacial Brasileña divulgado la empresa entre las seleccionadas para operar lanzamientos orbitales desde el Centro de Lanzamiento de Alcantara en Brasil.

## Historial de lanzamiento
Electron ha volado 23 veces desde mayo de 2017. Ha habido 20 éxitos y 3 fracasos. El vuelo de prueba inicial, llamado "It's a Test", falló debido a una falla en el equipo de comunicación en el terreno, pero en las misiones de seguimiento, llamadas "Still Testing", "It's Business Time" y "This One's For Pickering", entregó múltiples cargas pequeñas a órbita terrestre baja. En agosto de 2019, una misión llamada "Look Ma, No Hands" entregó con éxito cuatro satélites en órbita, y en octubre de 2019, la misión llamada "As the Crow Flies" se lanzó con éxito desde Mahia LC-1, desplegando un pequeño satélite y su etapa inicial en unos 400 km de órbita.

### Lanzamientos notables
- Still Testing, el primer lanzamiento exitoso de Electron[32]
- ELaNa-19, primer lanzamiento en asociación con la NASA[33]
- NROL-151, primer lanzamiento en asociación con NRO[34]
- There And Back Again, primera vez que logran atrapar la primera etapa con un helicóptero[35]
- CAPSTONE, primer lanzamiento a la Luna del Electron[36]
- The Owl Spreads Its Wings: el trigésimo lanzamiento Electron colocó en órbita al StriX-1 de Synspective, marcó el centésimo quincuagésimo satélite lanzado por Rocketlab, y usó el tricentésimo motor Rutheford.[37]